# Tu-matauenga
Tu eller Tu-matauenga är en krigsgud i Oceaniens mytologi hos maorifolket på Nya Zeeland. 
Tu-matauenga var son till Rangi och Papa och bror till Tane. 
Tu stod på Tanes sida i konflikten kring Tanes plan att skilja föräldrarna åt för att skapa plats åt de levande varelserna mellan himmel och jord. Tane lyckades övertyga Tu om att det skulle kunna ske utan våld.
Som krigsgud förekommer Tu över hela Polynesien. Han sägs också fånga människor i olika fällor för att sedan sluka dem.